# Colletes cariniger
Colletes cariniger är en biart som beskrevs av Pérez 1903. Colletes cariniger ingår i släktet sidenbin, och familjen korttungebin. Inga underarter finns listade i Catalogue of Life.